# Marmelada de Santa Luzia
Marmelada de Santa Luzia (tdl. ‘Mermelada de Santa Lucía’) es una variedad de dulce de membrillo tradicional de Goiás, Brasil. El dulce es producido en los municipios de Cidade Ocidental y Luziânia principalmente por artesanos de ascendencia quilombola. En 2022, la confección fue reconocida como Patrimonio Cultural Inmaterial de Goiás.

## Preparación

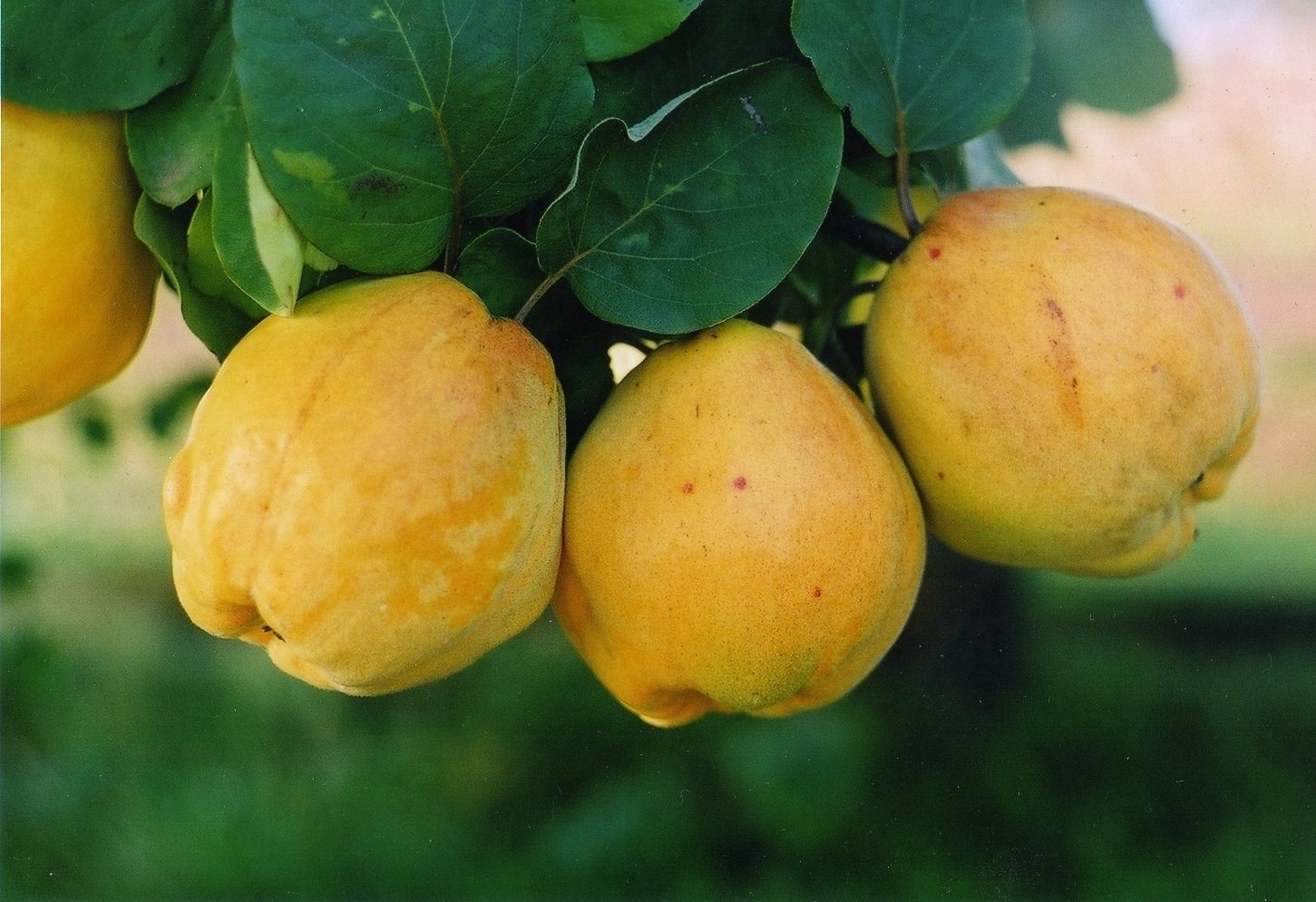
Fruta de membrillo, como la que se utiliza en Marmelada de Santa Luzia, en un árbol.

La Marmelada de Santa Luzia está elaborada artesanalmente por productores de marmelada en sus fincas y hogares. Hay al menos tres asociaciones de productores en las regiones de Cidade Ocidental y Luziânia que producen Marmelada de Santa Luzia: la Asociación de Pequeños Productores Rurales de Mesquita y Água Quente (Associação dos Pequenos Produtores Rurais do Mesquita e Água Quente, APROMAQ), la Asociación de Renovación de Mesquita Quilombo (Associação Renovadora do Quilombo Mesquita, AREQUIM) y la Asociación de Pequeños Productores Rurales de Xavier (Associação dos Pequenos Produtores Rurais de Xavier). Hay alrededor de 30 productores de membrillo y 10 productores de marmelada  entre ambas organizaciones. Cada productor de marmelada tiene una producción anual de 1000 kilogramos (2200 lb) en promedio.
La receta utilizada para hacer Marmelada de Santa Luzia se ha transmitido de generación en generación. El fruto del membrillo que se utiliza es una variedad de membrillo portugués y se recolecta cuando madura en enero. La fruta se prepara quitando los pelos del exterior de la fruta con un paño y retirando sus semillas. Luego se muele la fruta hasta formar una pasta, se pasa por un cedazo para eliminar los sólidos grandes y luego se revuelve con una cuchara de madera en una cacerola de cobre con almíbar o azúcar hasta alcanzar la consistencia deseada. El dulce se envasa luego en pequeñas cajas de madera, también fabricadas por los artesanos, donde se puede conservar hasta un año. Se utiliza madera de árboles locales Samanea saman o Didymopanax macrocarpus ya que no influye en el sabor de la marmelada.
En los últimos años, la producción artesanal de Marmelada de Santa Luzia ha disminuido drásticamente debido a la competencia con empresas regionales que industrializan la producción de marmelada e importar membrillos de fuera de la región.

## Uso
La textura de Marmelada de Santa Luzia es similar a la goiabada, pero el sabor no es tan dulce.
La Marmelada de Santa Luzia se suele comer después de las comidas como postre o acompañada de quesos locales al estilo de Romeu e Julieta. Además, se puede consumir con requeijão, aguacate o mezclado con leche en batidos. Según un productor de marmelada, también se puede consumir inmediatamente después de su elaboración, mientras aún está caliente.

## Historia
El primer plantón de membrillo fue traído a Santa Luzia, región que hoy es el municipio de Luziânia, en 1770 y fue plantado por João Pereira Guimarães en su finca, la finca Engenho da Palma. El plantón fue traído por boiaderos de Minas Gerais o un real portugués de la casa de Braganza. Las condiciones de la región eran ideales para que los frutos y retoños de ese árbol se plantaran en fincas como Ponte Alta, Barreiros, Jataí, Vargem, Mesquita, Santa Bárbara, Riacho Frio y Saia Velha, donde se convirtieron en extensos huertos. Estos huertos se utilizaban para producir queso de membrillo, que se convirtió en el principal motor de la economía local. Un libro de 1951 sobre el interior de Brasil en 1817 y 1821 señaló que los habitantes de Santa Luzia trabajaban principalmente en la elaboración de «un famoso dulce de membrillo, conocido en todo Río de Janeiro».
La producción de esta confitería fue realizada principalmente por afrobrasileños esclavizados. Muchas productores de marmelada modernos son descendientes de quilombolas que continuaron produciendo Marmelada de Santa Luzia después de escapar de la esclavitud y formar quilombos en la región de Luziânia. Algunos de estos quilombos, como el Quilombo Mesquita y el Quilombo Xavier, todavía existen y producen marmelada utilizando recetas que se han transmitido de generación en generación.
Los huertos más grandes de membrillo existían en el siglo XX, pero fueron reemplazados gradualmente por la industrialización o por cultivos extensivos como la soja. La introducción de nuevos cultivos introdujo plagas y enfermedades que redujeron aún más los huertos de membrillo y llevaron a que se plantaran diferentes cultivares de membrillo.

### Impacto cultural
La primera Festa do Marmelo (Festival del Membrillo) se llevó a cabo en Cidade Occidental en 2002. El evento se celebra anualmente en noviembre y atrae a miles de visitantes. El evento sirve para reconocer la importancia de la repostería en la región y para que los productores puedan vender su producto.
En mayo de 2022, la Ley Estatal n.º 21.278, aprobada bajo la gobernación de Ronaldo Caiado, reconoció Marmelada de Santa Luzia como  Patrimonio Cultural Inmaterial de Goiás.
La Marmelada de Santa Luzia es mencionada en el Himno del Municipio de Luziânia instituido por la Ley Municipal n.º 1959, de 18 de marzo de 1997.
La Marmelada de Santa Luzia ganó el primer lugar en la categoría de dulces en la Exposición del Centenario de 1876 en Filadelfia, Estados Unidos.